# Jurij Pajk
Jurij Pajk, slovenski tesarski mojster, risar * 1797, † 12. oktober 1865, Ljubljana.
Pajk je s kratkimi poučnimi sestavki o gospodarstvu in kmetijstvu sodeloval v raznih takratnih listih;
priporočal je bratovščino sv. Florijana in dajal nasvete o raznih domačih opravilih. Na nedeljski šoli nekdanje obrtne družbe je brezplačno poučeval risanje. Leta 1841 je postavil strešni oder za novo kupolo ljubljanske stolnice. Zgradil je tudi stari (leseni) savski most pri Tacnu.